# Энсин
Э́нсин, ансэнь (англ. ensign, фр. enseigne ← лат. insignia «знак отличия, войсковой значок») — младшее офицерское звание в сухопутных и военно-морских силах некоторых западных стран. Во Франции при старом режиме (до 1789 года) — обер-офицерская должность в пехотных частях, эквивалентная корнету в кавалерии.
В сухопутных силах энсин командовал небольшим отрядом, отвечавшим за полковое знамя, и является эквивалентом прапорщика в русской армии.
В военно-морских силах энсин часто является первым офицерским званием; соответствующее звание в русском флоте — мичман.

## История
Во французской армии периода позднего Средневековья под словом enseigne понимали пеший отряд (compagnie) в несколько сотен человек, объединённый под знаменем того или иного предводителя — капитана (фр. capitain). Штатная воинская должность ансэня (знаменосца) была учреждена во время реорганизации французской армии по легионной системе. Согласно Венсенскому ордонансу 1527 года короля Франциска I ансэнь являлся третьим по старшинству офицером пехотной роты, после капитана и лейтенанта; его обязанностью являлось ношение ротного знамени, называвшегося enseigne. В бою ансэнь возглавлял ротных пикинёров. В швейцарских полках на службе Франции каждому ансэню (нем. Fähnrich) придавался солдат, носивший знамя вместо него. Позднее эта практика стала обычной и во французских войсковых подразделениях. В гвардейских частях ансэни существовали у гардекоров, жандармов, мушкетеров, а также в полку Французской гвардии. Интересно, что в штате гвардейских жандармских рот наряду с ансэнями числились также гидоны (поскольку исторически жандармы носили не один, а два ротных значка), а у мушкетеров — корнеты, так как королевские мушкетерские роты де-факто являлись кавалерийскими подразделениями.
Начиная со второй половины XVII века должность ансэня в полках армии постепенно стала вытесняться должностью секунд-лейтенант (фр. sous-lieutenant), хотя в некоторых подразделениях, особенно на первом этапе, обе они продолжали сосуществовать, и ансэнь, таким образом, считался уже не третьим, а четвёртым обер-офицером роты. К секунд-лейтенанту впоследствии перешла также обязанность ношения и защиты ротного знамени.
По королевскому ордонансу, от 10 декабря 1762 года, должность ансэня была окончательно упразднена во всех французских войсковых и гвардейских подразделениях, кроме полка Французской гвардии, третий обер-офицер роты стал называться секунд-лейтенантом, а обязанности знаменосца закреплены за одним из ротных сержантов. В 1789 году, после роспуска полка Французской гвардии, история ансэня во французской пехоте окончилась.

## В культуре
Во вселенной Звёздного пути энсин — самое младшее из офицерских званий. Помимо этого, в манге One Piece и её аниме-адаптации, в Морском Дозоре энсин также является первым офицерским званием, позволяющим носить специальный плащ с надписью "Справедливость" на спине.